# Prvenstvo BLP 1935-1936
Il Prvenstvo Beogradskog loptičkog podsaveza 1935./36., in cirillico Првенство Београдског лоптичког подсавеза 1935./36., (it. "Campionato della sottofederazione calcistica di Belgrado 1935-36") fu la diciassettesima edizione del campionato organizzato dalla Beogradski loptački podsavez (BLP).
Questa fu un'edizione anomala: vi parteciparono le stesse 10 squadre della stagione precedente (che lottarono per non retrocedere), oltre alle 3 grandi (Jugoslavija, BSK e BASK) che si contesero il titolo assieme alle 3 migliori classificate del 1934-35.
A divenire campione della BLP fu il BSK, al suo settimo titolo nella sottofederazione, mentre allo Slavija toccò retrocedere.

Il campionato era diviso era diviso fra le squadre di Belgrado città (divise in più classi, razred) e quelle della provincia (divise in varie parrocchie, župe). La vincitrice della 1. razred disputava la finale sottofederale contro la vincente del campionato provinciale.

## Prima classe
```
Le tre migliori classificate della 
stagione precedente
 e le 3 squadre belgradesi del 
Campionato nazionale 1934-35
 si contesero un posto per il 
Državno prvenstvo 1935-1936
.
Nell'assemblea federale dell'agosto 1936 venne discusso il format per il 
Državno prvenstvo 1936-1937
: venne scelto quello a 
girone all'italiana
 invece di quello a coppa ad 
eliminazione diretta
 per 296 voti a 263. Il campionato venne costituito da 10 squadre: dalla sottofederazione di Belgrado vennero scelte le prime 3 classificate della Prima classe 1935-36.
[
2
]
```

### Classifica
|                   | Pos. | Squadra            | Pt | G  | V | N | P | GF | GS | QR    |
| ----------------- | ---- | ------------------ | -- | -- | - | - | - | -- | -- | ----- |
|                   | 1.   | BSK Belgrado       | 16 | 10 | 8 | 0 | 2 | 40 | 11 | 3,636 |
|                   | 2.   | BASK Belgrado      | 15 | 10 | 7 | 1 | 2 | 32 | 18 | 1,777 |
|                   | 3.   | Jugoslavija        | 11 | 10 | 5 | 1 | 4 | 21 | 15 | 1,400 |
|                   | 4.   | Sloga Belgrado     | 7  | 10 | 3 | 1 | 6 | 24 | 26 | 0,923 |
|                   | 5.   | Šparta Zemun       | 6  | 10 | 2 | 2 | 6 | 15 | 31 | 0,483 |
|                   | 6.   | Jedinstvo Belgrado | 5  | 10 | 2 | 1 | 7 | 13 | 34 | 0,382 |
| Fonte: exyufudbal |      |                    |    |    |   |   |   |    |    |       |

Legenda:
      Campione della BLP e ammesso al Campionato nazionale 1935-36.
      Ammesso alla Campionato nazionale 1936-37.
      Retrocessa nella classe inferiore.
Note:
Due punti a vittoria, uno a pareggio, zero a sconfitta.

## Prima classe "A"

### Classifica
|  | Pos. | Squadra            | Pt | G | V | N | P | GF | GS | QR |
|  | ---- | ------------------ | -- | - | - | - | - | -- | -- | -- |
|  | ?.   | BUSK Belgrado      |    |   |   |   |   |    |    |    |
|  | ?.   | Grafičar Belgrado  |    |   |   |   |   |    |    |    |
|  | ?.   | Jedinstvo Belgrado |    |   |   |   |   |    |    |    |
|  | ?.   | Obilić             |    |   |   |   |   |    |    |    |
|  | ?.   | Radnički Belgrado  |    |   |   |   |   |    |    |    |
|  | ?.   | Sloga Belgrado     |    |   |   |   |   |    |    |    |
|  | ?.   | Šparta Zemun       |    |   |   |   |   |    |    |    |
|  | ?.   | Vitez Zemun        |    |   |   |   |   |    |    |    |
|  | ?.   | ZAŠK Zemun         |    |   |   |   |   |    |    |    |
|  | 10.  | Slavija Belgrado   |    |   |   |   |   |    |    |    |

Legenda:
      Retrocessa nella classe inferiore.
Note:
Due punti a vittoria, uno a pareggio, zero a sconfitta.

## Classi inferiori
Nella stagione 1935-36, i campionati della città di Belgrado contavano 57 squadre divise in quattro classi:
- 10 squadre in 1.A razred
- 10 squadre in 1.B razred
- 20 squadre in 2. razred (10 nel gruppo Sava e 10 nel gruppo Drava)
- 17 squadre in 3. razred (9 nel gruppo Drina e 8 nel gruppo Morava)[3]

### 1.B razred
```
   Squadra                         G   V   N   P   GF  GS  Q.Reti  Pti
1  
Čukarički
                       18  14  2   2   59  21  2,810   30 (promosso in 
1.A razred
)
2  Ruski SK                        18  10  5   3   58  24  2,417   25
3  
Palilulac
                       18  11  2   5   39  29  1,345   24
4  Uskok                           18  9   2   7   33  24  1,375   20
5  
Balkan
                          18  7   3   8   34  34  1,000   17
6  
Srpski mač
                      18  7   3   8   34  36  0,944   17
7  Sparta                          18  6   4   8   37  35  1,057   16
8  Brđanin                         18  7   2   9   21  37  0,568   16
9  
Dušanovac
                       18  4   3   11  24  43  0,558   11
10 Pupin                           18  1   2   15  12  68  0,176   4
```